# Gästriklands runinskrifter 8
Gästriklands runinskrifter 8, Gs 8, är en runsten i gråröd sandsten från Väster Hästbo i Torsåkers socken, Hofors kommun. Den är bevarad i två fragment, ett större och ett mindre.
Det stora fragmentet, som utgör runstenens nedre del, är 0,9 meter brett, 0,7 meter högt och 0,1 meter högt. Det flyttades någon gång, möjligen på 1830-talet, från Väster Hästbo till Torsåkers kyrka, där det åter påträffades 1927 nedsjunket i jorden på kyrkogården. Nu står det uppställt i kyrkans vapenhus, där även Gs 7 finns.
Det mindre fragmentet, som utgör en liten del av runstenens annars förlorade övre del, mäter 25 x 18 x 4,5 centimeter. Det påträffades hösten 1943 vid runstenens ursprungliga plats i Väster Hästbo.

## Inskrift
Inskriften lyder i translitterering:
asmuntr -... ...faþ-... han : uas : uist : ---  ikla-ti ...k=uust--
Normaliserat till runsvenska:
Asmundr ... ... Hann vas vestr [ut a] Ængla[n]di ...
Översatt till modern svenska:
"Åsmund ... Han var västerut i England..."

### Fotnoter
1. 1 2  Gästriklands runinskrifter, s. 74.
2. 1 2  52:2 i Riksantikvarieämbetets Fornsök
3. ↑  Gästriklands runinskrifter, s. 75.
4. 1 2  Samnordisk runtextdatabas, Gs 8.